# ان‌جی‌سی ۱۷۱
ان‌جی‌سی ۱۷۱ (انگلیسی: NGC 171) نام یک کهکشان در صورت فلکی نهنگ است.